# Admiral Tibet
Admiral Tibet (auch: Admiral Tibbet und Admiral Tibett; bürgerlich: Kenneth Allen; * 1960 in Freehill, Saint Mary Parish, Jamaika) ist ein jamaikanischer Dancehall- und Reggae-Sänger.
Er begann seine Karriere als Jugendlicher bei diversen Soundsystems und Clubs. 1985 erfolgte die erste Veröffentlichung seines Liedes Babylon War. Er ist seit seiner Jugend Anhänger der Twelve Tribes, eines Teils der Rastafari-Bewegung. Admiral Tibet lehnt sogenannte slackness (Vulgarität) in seinen Texten konsequent ab.

## Diskografie
- War In Babylon (1988)
- Reality Time (1991)
- Separate Class (1991)
- Determination (2003)